# Konstantin Dołgonienkow
Konstantin Akimowicz Dołgonienkow, ros. Константин Акимович Долгоненков (ur. 24 grudnia 1895 r. w Rosławiu w guberni smoleńskiej w Rosji, zm. 4 kwietnia 1980 r. w Monachium) – radziecki pisarz, redaktor prasy kolaboracyjnej podczas II wojny światowej, emigracyjny publicysta
Karierę pisarską rozpoczął jeszcze w komsomole. Od 1934 r. był członkiem Związku Pisarzy Sowieckich. Podczas niemieckiej okupacji w latach 1941–1943 redagował w Smoleńsku pismo "Nowyj put'", którego było rosyjskojęzycznym organem prasowym kolaboracyjnych władz miejskich. Wydawał też pismo "Kołokoł". Po zakończeniu wojny zamieszkał w zachodnich Niemczech pod pseudonimem Domanienko. Współpracował z emigracyjnym pismem "Russkaja mysl" jako K. Akimycz. Działał w Centralnym Zrzeszeniu Powojennych Emigrantów.